# Matija Mazarek
Matija Mazarek (tudi Matija Masarek oziroma Matija Mazrreku (latinsko Mattaeus Massarech), hrvaški, albanski ali druge narodnosti duhovnik in katoliški nadškof v Skopju (Osmansko cesarstvo),
* 1726 Janjevo, Osmansko cesarstvo, † 8. december 1808, Skopje (danes Severna Makedonija)

## Življenjepis

### Poreklo
Matija Mazarek (srbsko Матија Мазарек) (1726–1808 - floruit 1792) je bil katoliški duhovnik v 18. stoletju. V drugi polovici 18. stoletja je bil nadškof katoliške škofije v Skopju. Njegova poročila Rimski kuriji so pomemben in dragocen vir za poznavanje zgodovinskih in narodnostnih razmer v njegovi škofiji in okolju.

### Izvor
Mazarek je rojen v Janjevu na Kosovu 1726. O narodnosti njegove družine obstajajo različna mnenja. Ker je bilo Janjevo dubrovniška naselbina, so bili Janjevci narodnostno Hrvatje, versko pa katoličani – in tako tudi Mazarek, saj je bil katoliški škof. Glede tega pa se še danes lomijo kopja.
Malcolm meni, da so bili njegovi predniki Albanci, ki so sprejeli srbščino ter pozabili albanščino. Temelj za tako gledanje so imena krajev v Maleziji . Z isto pravico bi mogli posumiti na italijanski izvor tega priimka. Nekateri drugi, kot Maiocchi, vztraja pri slovanskem izvoru tega družinskega imena, ki je značilno za skupino mešanih črnogorsko-albanskih plemenskih imen (npr. Krasnić/Krasniqi). Vukanović  meni, da to rodbinsko ime izhaja iz staroslovanske besede mes-arъ (angleško butcher; slovensko: mesar). Skoko  povezuje njegovo ime s srbohrvaškim imenom za ptico. Elsie  spravlja njegovo ime v zvezo z Mazreku, albanskim plemenom severno od Skadra, na zemljepisnem položaju m(b)as rekës - onstran reke (angleško beyond the river; latinsko transfluvium).

### Cerkvena kariera
Pred 1743 je Ivan Nikolović (= Gjon Nikolle) poslal Mazareka v Italijo, da bi se izuril za svoje cerkvene naloge. 1750 je postal nadškof skopske škofije.
Veliko njegovih prednikov in potomcev je bilo pomembnih katoliških duhovnikov:
- Peter Mazarek, nadškof barske nadškofije[10]
- Josip Mazarek, njegov brat, katoliški duhovnik.[11]

### Poročila
Janez je pisal pomembna poročila v Vatikan med drugo polovico 18. stoletja. Ta poročila vsebujejo opise selitve ljudi iz Malezije (danes v južni Črni gori in severni Albaniji) v pokrajino, ki jo on omenja kot Srbijo, a pomeni današnje Kosovo. 1792 poroča, da vasi okrog Đakovice sprejemajo prišleke-katoličane iz Albanije, ki jih je sem prignala lakota.

## Ocena
Glede na vire je bil očitno enostransko protialbansko usmerjen – celo proti katoliškim Albancem. Čudi, da ni bil usmerjen zoper muslimanske Turke, ampak zoper katoliške vernike - in da Srbom naklonjeni avtorji ne navajajo njegovih poročil o drugih zadevah.
Nikakor ni bil torej naklonjen Albancem in je bil proti njim poln predsodkov; njegova poročila vsebujejo pritožbe zoper katoliške Albance, ki so prihajali iz Malezije. Mazarek tudi poudarja velik naravni prirastek pri Albancih.
Njegove molitve vključujejo baje celo prošnjo: "Ab albanensibus libera nos Domine" (angleško Lord, save us from Albanians; slovensko: Gospod, reši nas pred Albanci ).